# Progoitrina
La progoitrina è un glucosinolato presente in diverse specie di Brassicaceae (cavoli principalmente). L'enzima mirosinasi converte la progoitrina in goitrina, sostanza con effetto goitrogeno.